# NGC 2279
NGC 2279 is een groep van 3 sterren in het sterrenbeeld Tweelingen. Het hemelobject werd op 8 januari 1885 ontdekt door de Franse astronoom Guillaume Bigourdan.